# Agrostemma
Agrostemma is een geslacht van eenjarige planten uit de anjerfamilie (Caryophyllaceae). De soorten komen voor in Zuidoost-Europa en West-Azië.

## Soorten
- Agrostemma brachyloba (Fenzl) K.Hammer - Oosterse bolderik
- Agrostemma githago L. - Bolderik

... · 
Agrostemma · 
Arenaria (Zandmuur) · 
Cerastium (Hoornbloem) · 
Colobanthus · 
Corrigiola · 
Dianthus (Anjer) · 
Gypsophila (Gipskruid) · 
Herniaria (Breukkruid) · 
Holosteum · 
Honckenya · 
Illecebrum · 
Lychnis (Koekoeksbloem) · 
Minuartia (Veldmuur) · 
Moehringia · 
Moenchia · 
Myosoton · 
Petrorhagia (Mantelanjer) · 
Polycarpon · 
Sagina (Vetmuur) · 
Saponaria · 
Scleranthus (Hardbloem) · 
Silene · 
Spergula (Spurrie) · 
Spergularia (Schijnspurrie) · 
Stellaria (Muur) · 
Vaccaria · 
...